# Павловский, Иван Яковлевич
Ива́н Я́ковлевич Павло́вский (23 сентября (5 октября) 1800, Рига — 13 (25) июля 1869, там же) — лектор русского языка, переводчик, составитель словарей и учебников.

## Биография
Учился в Рижской классической гимназии, но не окончив полного курса, вышел из неё, и 20 сентября 1817 года поступил на службу в качестве канцелярского служителя при почтовой конторе в Валке Лифляндской губернии. С 4 февраля 1821 года состоял преподавателем русского языка и чистописания при уездном училище в Валке. Спустя десять лет, 16 сентября 1831 года переехал в Ригу, заняв место преподавателя при русском уездном училище. С 24 августа 1837 года был назначен лектором русского языка и переводчиком при Императорском Дерптском университете. Эту должность занимал более двадцати лет и 3 сентября 1858 года вышел по болезни в отставку. Последние годы жизни провел в Риге. 
Кроме преподавательской деятельности, Иван Павловский имел большие заслуги как составитель учебников и словарей русского языка. Он состоял членом-сотрудником Императорского Русского географического общества.

## Сочинения
Наиболее важным достижением И. Я. Павловского является его полный немецко-русский словарь, который появился после одиннадцати лет работы в 1856 году, а также Полный русско-немецкий словарь (1859). Оба были приняты очень позитивно и использовались переводчиками старых текстов в качестве незаменимых инструментов. Успешность этих двух словарей была подтверждена несколькими переизданиями их, как самим Павловским, так и Иваном Николичем, который переработал и значительно расширил 3-е издание немецко-русского словаря (1888) и русско-немецкого (1900); в 1911 году вышло четвёртое, полностью переработанное издание немецко-российского словаря.
- Russische Sprachlehre für Deutsche — Дерпт, 1838.
- Theoretisch-practischer Cursus der russischen Sprache — Дерпт, 1838.
- Начертание географии Российской Империи для руководства при первоначальном преподавании в уездных училищах Дерптского учебного округа — Дерпт, 1841.
- Русская хрестоматия — Митава, 1842.
- Пространная география Российской Империи, 2 тома — Дерпт, 1843.
- Руководство к географии Российской Империи, 2 части — Дерпт, 1844.
- Vollständiges deutsch-russisches Wörterbuch, 2 тома — Рига, 1856.
- Kurzgefasste slavonische Grammatik für Deutsche — Санкт-Петербург, 1857.
- Vollständiges russisch-deutsches Wörterbuch, 2 тома — Рига, 1859.